# Befreiungshalle
Befreiungshalle (« Salle de la libération ») est un monument situé à Kelheim, en Bavière, Allemagne. 
Construit à l'initiative de Louis Ier de Bavière, le monument commémore les victoires contre Napoléon Ier pendant les guerres napoléoniennes.
La construction débute en 1842 et s'achève en 1863.

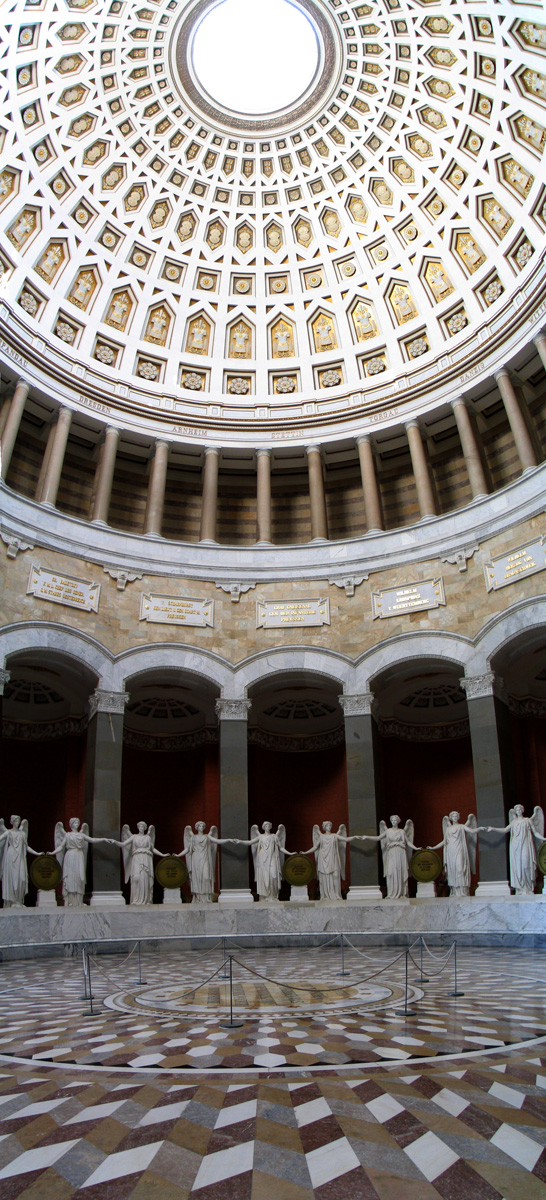
Intérieur du Befreiungshalle.